# Miroslav Kříženecký
Miroslav Kříženecký (* 1. června 1946 Malšice) je český právník a politik. V letech 1990 až 1994 byl hlavním vojenským prokurátorem České republiky, později si založil advokátní praxi. Na přelomu let 2002 a 2003 kandidoval na prezidenta České republiky.

## Život
Narodil se v Malšicích, absolvoval střední všeobecně vzdělávací školu v Táboře a pak práva na Právnické fakultě Univerzity Karlovy.
Nejprve se věnoval práci žalobce a byl od roku 1974 nejprve řadovým a nakonec od října 1990 hlavním vojenským prokurátorem. Jako prokurátor obžaloval například agenta tajných služeb Václava Wallise za prodej utajovaných informací Viktoru Koženému, ten byl – až po zániku vojenské prokuratury – před soudem osvobozen. Před zrušením trestu smrti sám dvakrát nejvyšší trest navrhl, například v případu vojáka, který v opilosti střílel v roce 1977 do davu. Přitom podle vlastních slov trest smrti nepodporuje.
Po sametové revoluci podle svých slov zabránil společně s generálními prokurátory Ivanem Gašparovičem a Ludvíkem Brunnerem „revolučnímu teroru“, což hodnotí jako svou velkou zásluhu.
Po zrušení vojenské prokuratury ale ze sféry žalobců přešel na stranu obhájců a založil si v Českých Budějovicích vlastní advokátní kancelář.
V roce 2002 obhajoval politika Karla Srbu, se kterým se dlouho znal a který byl obžalovaný z přípravy vraždy novinářky Sabiny Slonkové. Soud Srbu nakonec odsoudil k dvanácti letům vězení. Hájil také jednoho z obviněných v kauze H-System Petra Smetku, podnikatele Františka Mrázka, nebo vojenské piloty, kteří pilotovali stíhačky, jež se srazily nad Českými Budějovicemi v roce 1998 (odsouzeni k podmíněným trestům). Byl též obhájcem agentů Státní bezpečnosti obviněných z podílu na smrti oběti komunistického režimu, faráře Josefa Toufara. Uspěl s obhajobou muže obviněného z vraždy, u nějž nakonec soud uznal obranu za nutnou; tento případ považoval za svůj největší.
V roce 2013 vystoupil na obhajobu kontroverzní amnestie, kterou vyhlásil dosluhující prezident Václav Klaus, a zejména její aboliční článek označil za příliš mírný. Při té příležitosti též ostře kritizoval stav české justice a právního řádu. Amnestie se týkala také kauzy H-Systemu.

### Politická kariéra
Byl též aktivní v politice. Do konce 80. let byl členem Komunistické strany Československa. Nástupnickou Komunistickou stranu Čech a Moravy, za kterou přitom v roce 2002 kandidoval na prezidenta, po listopadu 1989 kritizoval, ale komunismus nikoli. Odsoudil také komunistické zločiny v Československu 50. let, zato vyzdvihl údajnou schopnost komunistů Chruščovova typu očistit se od kultu osobnosti.
V roce 1994 vedl jako nezávislý kandidátku ČSSD v komunálních volbách do zastupitelstva Českých Budějovic. Byl zvolen, koalici ale sestavila ODS v čele s novým primátorem Miroslavem Benešem. Kříženecký zůstal v zastupitelstvu dva roky.
Ve sněmovních volbách v roce 1996 kandidoval za Levý blok jako lídr v Jihočeském kraji, ale strana se do sněmovny nedostala.
V roce 2002 ho KSČM zvolila za svého kandidáta do voleb prezidenta republiky. Kandidaturu přijal podle vlastních slov zejména proto, aby udělal reklamu své advokátní kanceláři. Sliboval zastání obyčejným občanům proti úřadu a předložit návrh zákona, který by zavedl kontrolní mechanismy do právní sféry. V prvním kole získal 44 z 200 hlasů poslanců, přičemž KSČM měla jen 41 poslanců. V Senátu získal Kříženecký dva hlasy. Nepostoupil tak ani do druhého kola.

### Soukromý život
Je podruhé ženatý. S manželkou Věrou žijí na Českobudějovicku. Mají dvě děti, syna Miroslava a dceru Věru.